# Gordon Banks
Gordon Banks (Sheffield, 30 dicembre 1937 – Stoke-on-Trent, 12 febbraio 2019) è stato un calciatore inglese, di ruolo portiere.
Considerato come il più forte portiere inglese della storia ed uno dei migliori della storia del calcio, ha avuto un ruolo importante nella conquista dell'unico titolo di campione del mondo di cui possa fregiarsi l'Inghilterra (1966); ha detenuto inoltre, con 721 minuti consecutivi senza subire gol, la striscia di imbattibilità più lunga nella storia della propria nazionale fino al 2021, quando è stato superato da Jordan Pickford. Il suo intervento sul colpo di testa di Pelé durante il Mondiale 1970 è ritenuto da molti la più grande parata della storia del calcio.
Ha giocato in particolare per il Leicester City e lo Stoke City ed è stato convocato settantatré volte con la nazionale di calcio inglese tra il 1963 e il 1972. Fino alla sua morte è stato inoltre presidente della squadra di calcio della Premier League inglese Stoke City.

## Caratteristiche tecniche
Secondo un parere dello stesso Banks, la sua dote più evidente era il senso del piazzamento, sebbene non gli facessero difetto agilità e prontezza di riflessi.

## Carriera

### Club

#### Gli inizi e l'approdo al Chesterfield
Appassionato del ruolo di portiere fin da ragazzo, Banks giocava in una squadra di calcio di minatori al momento di lasciare la scuola per impiegarsi prima come portatore di carbone, poi come muratore: fu notato dal Chesterfield che gli offrì uno stage di tirocinio. Per le sue buone performance fu passato dalla squadra giovanile a quella riserve e, a seguito della chiamata al servizio militare, fu mandato in Germania, dove giocò come portiere della squadra del suo reggimento, vincendo la Coppa del Reno, torneo amatoriale per squadre militari. Il manager del Chesterfield Ted Davison offrì a Gordon Banks il suo primo contratto da professionista non appena questi tornò alla vita civile.
Nel 1956 arrivò in finale di Coppa d'Inghilterra giovanile, perdendola contro i pari categoria del Manchester Utd ma creando le premesse per il debutto in prima squadra, che arrivò tuttavia quasi due anni dopo, nel novembre del 1958, quando la squadra militava nell'allora Terza divisione.

#### L'arrivo al Leicester City
Nel giugno del 1959 il Leicester City offrì 7.000 sterline per l'acquisto del portiere, che così passò a un club di Prima divisione, nella quale esordì il 9 settembre di quello stesso anno (Leicester City - Blackpool 1-1) in sostituzione del primo portiere Dave McLaren, uscito per infortunio. Nella seconda metà della stagione, dopo un breve periodo di alternanza con lo stesso McLaren, divenne titolare.
Giocò con il Leicester le finali di Coppa d'Inghilterra del 1961 (sconfitta contro il Tottenham per 2-0) e 1963 (sconfitta contro il Manchester Utd per 3-1), e quelle di Coppa di Lega del 1964 (vittoria per 4-3 contro lo Stoke City nel doppio confronto) e 1965 (sconfitta 3-2 contro il Chelsea).
Rimase nel Leicester fino al 1966, quando dalle giovanili della squadra iniziò a farsi strada il promettente Peter Shilton (che poi diventerà portiere titolare della nazionale inglese fino al 1990). Il giovane Shilton rifiutò di firmare un contratto da professionista con il Leicester senza la garanzia del posto in prima squadra: sebbene Banks fosse considerato il miglior portiere inglese del momento, fu messo sul mercato dopo la conquista del campionato del mondo e acquistato dallo Stoke City.

#### L'ultima parte di carriera
Nell'estate 1967 con lo Stoke City disputò il campionato statunitense organizzato dalla United Soccer Association: accadde infatti che tale campionato fu disputato da formazioni europee e sudamericane per conto delle franchigie ufficialmente iscritte al campionato, che per ragioni di tempo non avevano potuto allestire le proprie squadre. Lo Stoke City rappresentò i Cleveland Stokers, e chiuse al secondo posto nella Eastern Division, non qualificandosi per la finale del torneo.
Con la squadra di Stoke-on-Trent raggiunse la finale di Coppa di Lega del 1972 di nuovo contro il Chelsea che nell'occasione fu battuta 2-1 nella finale di Wembley. Nel 1972 Banks fu anche insignito del titolo di calciatore inglese dell'anno.

### Nazionale
La storia di Gordon Banks in nazionale è legata all'avvento nel 1962 sulla panchina inglese dell'ex difensore Alf Ramsey, che aveva il compito di preparare al meglio la nazionale che avrebbe affrontato i campionati del mondo 1966 in casa. Banks fu chiamato nel 1963 per la prima volta in occasione di Inghilterra - Scozia e, nonostante la sconfitta per 2-1, ricevette la fiducia di Ramsey, che lo utilizzò in maniera continuativa durante tutto il biennio di avvicinamento al campionato.
All'epoca ventisettenne, Banks aveva raggiunto la maturità agonistica e tecnica: prontezza di riflessi, freddezza e capacità di guidare la propria difesa furono le doti che convinsero Ramsey a mantenerlo titolare in nazionale nonostante la presenza di altri buoni portieri che tuttavia non davano lo stesso grado di affidabilità. La fiducia di Ramsey fu ben riposta, perché Gordon Banks subì solo tre goal durante tutta la fase finale del campionato del mondo, due dei quali nel corso della finale vinta dall'Inghilterra per 4-2 contro la Germania Ovest. La vittoria gli valse, nel 1970, l'onorificenza di baronetto.
Banks fu il portiere titolare anche della squadra che giocò il campionato d'Europa del 1968 in Italia (sconfitta per 1-0 a Firenze contro la Jugoslavia in semifinale, e finale per il terzo posto vinta a Roma contro l'Unione Sovietica per 2-0) e successivamente del campionato del mondo del 1970 in Messico. Gordon Banks si rese protagonista del suo gesto tecnico più spettacolare proprio durante quell'edizione del campionato del mondo, nell'incontro della prima fase Brasile - Inghilterra: Banks era posizionato sul palo alla sua sinistra attendendo un cross dal fondo dell'ala destra brasiliana Jairzinho: il pallone attraversò in volo tutto lo specchio della porta scavalcando la difesa inglese e giungendo a Pelé, che nel frattempo aveva preso il tempo giusto per saltare e impattare di testa; l'attaccante brasiliano schiacciò a colpo sicuro sul palo più lontano da Banks indirizzando la palla a mezz'aria, ma il portiere inglese si era spostato repentinamente al centro dello specchio della porta e riuscì con un tuffo ad alzare la palla sopra la traversa proprio un attimo prima che questa superasse la linea di porta, mentre i brasiliani stavano per esultare al goal segnato. Più tardi Banks avrebbe detto di non essersi accorto di aver deviato il pallone finché non vide Bobby Moore complimentarsi a scena aperta con lui, cosa che lo spinse a guardarsi alle spalle e accorgersi che il pallone era finito sui tabelloni pubblicitari a bordo campo invece che dentro la rete. Per la spettacolarità e la tecnica del gesto, la parata di Banks è considerata tra le migliori, se non la migliore, della storia del calcio.
(Pelé)
Per la cronaca, la partita finì 1-0 per il Brasile, anche se la sconfitta non compromise la qualificazione dell'Inghilterra ai quarti di finale, in cui tuttavia fu eliminata ai supplementari per 3-2 (dopo essere stata in vantaggio per 0-2) dalla Germania Ovest (che così si prese la rivincita di quattro anni prima). Tuttavia Banks non poté giocare questa partita perché, colpito da una indisposizione intestinale, fu sostituito da Peter Bonetti.
Dal 1970 al 1972 Banks giocò altre 12 partite in nazionale, condivise con Shilton la difesa della porta inglese, finché il 22 ottobre 1972 avvenne l'incidente che mise di fatto la parola “fine” alla sua carriera: tornando a casa da una seduta fisioterapica, Banks perse il controllo della sua automobile e finì in un fossato. Benché l'incidente non fosse mortale, le sue conseguenze furono cionondimeno gravi, perché il suo occhio destro rimase irrimediabilmente danneggiato. Banks provò a continuare la carriera, ma dovette rassegnarsi al fatto che la perdita della visione binoculare era un ostacolo insormontabile, almeno per giocare ai livelli a cui era abituato. Shilton a quel punto divenne il titolare della nazionale e, due anni dopo, anche dello Stoke City orfano di Banks. La sua ultima partita in nazionale rimase quindi quella di Glasgow contro la stessa avversaria del debutto, ma con un risultato diverso: Scozia - Inghilterra 0-1, 27 maggio 1972.

## Dopo il ritiro

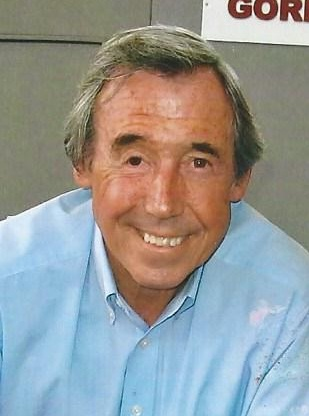
Gordon Banks nel 2007

Dopo il ritiro forzato dall'attività, Banks si dedicò alla ricerca di giovani talenti, allenò una squadra di dilettanti, il Telford Utd. e lavorò nel settore commerciale del calcio. Ebbe modo di cimentarsi di nuovo con il calcio giocato nel 1977, con una brevissima apparizione (una partita) nel campionato irlandese nelle file del St. Patrick's e, poco dopo, nella Lega calcio nordamericana nelle file dei Ft. Lauderdale's Strikers.
Nel 2002 ha partecipato alla cerimonia inaugurale della Hall of Fame del Museo inglese del Calcio e ha ricevuto nel febbraio del 2006 la laurea honoris causa dalla Keele University di Newcastle-under-Lyme.
Il 12 febbraio 2019, all'età di 81 anni, muore a causa della propria malattia, infatti soffriva di cancro.

## Statistiche

### Presenze e reti nei club
| Stagione              | Squadra               | Campionato            | Campionato | Campionato | Coppe nazionali | Coppe nazionali | Coppe nazionali | Coppe continentali | Coppe continentali | Coppe continentali | altre coppe | altre coppe | altre coppe | Totale | Totale |
| Stagione              | Squadra               | Comp                  | Pres       | Reti       | Comp            | Pres            | Reti            | Comp               | Pres               | Reti               | Comp        | Pres        | Reti        | Pres   | Reti   |
| --------------------- | --------------------- | --------------------- | ---------- | ---------- | --------------- | --------------- | --------------- | ------------------ | ------------------ | ------------------ | ----------- | ----------- | ----------- | ------ | ------ |
| 1958-1959             | Chesterfield          | TD                    | 23         | ?          | FACup           | 3               | ?               | -                  | -                  | -                  | -           | -           | -           | 26     | ?      |
| 1959-1960             | Leicester City        | FD                    | 32         | ?          | FACup           | 4               | ?               | -                  | -                  | -                  | -           | -           | -           | 36     | ?      |
| 1960-1961             | Leicester City        | FD                    | 40         | ?          | FACup+CdL       | 10+1            | ?               | -                  | -                  | -                  | -           | -           | -           | 51     | ?      |
| 1961-1962             | Leicester City        | FD                    | 41         | ?          | FACup+CdL       | 2+1             | ?               | CdC                | 4                  | -5                 | -           | -           | -           | 48     | -5 + ? |
| 1962-1963             | Leicester City        | FD                    | 38         | ?          | FACup+CdL       | 6+2             | ?               | -                  | -                  | -                  | -           | -           | -           | 46     | ?      |
| 1963-1964             | Leicester City        | FD                    | 36         | ?          | FACup+CdL       | 1+8             | ?               | -                  | -                  | -                  | -           | -           | -           | 45     | ?      |
| 1964-1965             | Leicester City        | FD                    | 38         | ?          | FACup+CdL       | 6+9             | ?               | -                  | -                  | -                  | -           | -           | -           | 53     | ?      |
| 1965-1966             | Leicester City        | FD                    | 32         | ?          | FACup+CdL       | 4+1             | ?               | -                  | -                  | -                  | -           | -           | -           | 37     | ?      |
| 1966-apr. 1967        | Leicester City        | FD                    | 36         | ?          | FACup+CdL       | 1+3             | ?               | -                  | -                  | -                  | -           | -           | -           | 40     | ?      |
| Totale Leicester City | Totale Leicester City | Totale Leicester City | 293        | ?          |                 | 59              | ?               |                    | 4                  | -5                 |             | -           | -           | 356    | -5 + ? |
| apr.-giu. 1967        | Stoke City            | FD                    | 4          | ?          | FACup+CdL       | 0               | 0               | -                  | -                  | -                  | -           | -           | -           | 4      | ?      |
| 1967                  | Cleveland Stokers     | USA                   | 7          | ?          | -               | -               | -               | -                  | -                  | -                  | -           | -           | -           | 7      | ?      |
| 1967-1968             | Stoke City            | FD                    | 39         | ?          | FACup+CdL       | 2+4             | 0               | -                  | -                  | -                  | -           | -           | -           | 45     | ?      |
| 1968-1969             | Stoke City            | FD                    | 30         | ?          | FACup+CdL       | 4+0             | ?               | -                  | -                  | -                  | -           | -           | -           | 34     | ?      |
| 1969-1970             | Stoke City            | FD                    | 38         | ?          | FACup+CdL       | 3+1             | ?               | -                  | -                  | -                  | -           | -           | -           | 42     | ?      |
| 1970-1971             | Stoke City            | FD                    | 39         | ?          | FACup+CdL       | 10+1            | ?               | AI                 | 4                  | ?                  | TxCup       | 1           | ?           | 55     | ?      |
| 1971-1972             | Stoke City            | FD                    | 36         | ?          | FACup+CdL       | 8+11            | ?               | -                  | -                  | -                  | TxCup       | 4           | ?           | 37     | ?      |
| 1972-1973             | Stoke City            | FD                    | 8          | ?          | FACup+CdL       | 0+2             | ?               | CU                 | 1                  | -1                 | -           | -           | -           | 11     | ?      |
| Totale Stoke City     | Totale Stoke City     | Totale Stoke City     | 194        | ?          |                 | 46              | ?               |                    | 5                  | ?                  |             | 5           | ?           | 250    | ?      |
| Totale carriera       | Totale carriera       | Totale carriera       | 517        | ?          |                 | 108             | ?               |                    | 9                  | ?                  |             | 5           | ?           | 639    | ?      |

### Cronologia presenze e reti in nazionale
| Cronologia completa delle presenze e delle reti in nazionale ― Inghilterra | Cronologia completa delle presenze e delle reti in nazionale ― Inghilterra | Cronologia completa delle presenze e delle reti in nazionale ― Inghilterra | Cronologia completa delle presenze e delle reti in nazionale ― Inghilterra | Cronologia completa delle presenze e delle reti in nazionale ― Inghilterra | Cronologia completa delle presenze e delle reti in nazionale ― Inghilterra | Cronologia completa delle presenze e delle reti in nazionale ― Inghilterra | Cronologia completa delle presenze e delle reti in nazionale ― Inghilterra |
| Data                                                                       | Città                                                                      | In casa                                                                    | Risultato                                                                  | Ospiti                                                                     | Competizione                                                               | Reti                                                                       | Note                                                                       |
| -------------------------------------------------------------------------- | -------------------------------------------------------------------------- | -------------------------------------------------------------------------- | -------------------------------------------------------------------------- | -------------------------------------------------------------------------- | -------------------------------------------------------------------------- | -------------------------------------------------------------------------- | -------------------------------------------------------------------------- |
| 6-4-1963                                                                   | Londra                                                                     | Inghilterra                                                                | 1 – 2                                                                      | Scozia                                                                     | Torneo Interbritannico 1962-1963                                           | -2                                                                         |                                                                            |
| 8-5-1963                                                                   | Belo Horizonte                                                             | Brasile                                                                    | 1 – 1                                                                      | Inghilterra                                                                | Amichevole                                                                 | -1                                                                         |                                                                            |
| 29-5-1963                                                                  | Bratislava                                                                 | Cecoslovacchia                                                             | 2 – 4                                                                      | Inghilterra                                                                | Amichevole                                                                 | -2                                                                         |                                                                            |
| 2-6-1963                                                                   | Lipsia                                                                     | Germania Est                                                               | 2 – 1                                                                      | Inghilterra                                                                | Amichevole                                                                 | -2                                                                         |                                                                            |
| 12-10-1963                                                                 | Cardiff                                                                    | Galles                                                                     | 0 – 4                                                                      | Inghilterra                                                                | Torneo Interbritannico 1963-1964                                           | -                                                                          |                                                                            |
| 23-10-1963                                                                 | Londra                                                                     | Inghilterra                                                                | 2 – 1                                                                      | World Stars                                                                | Amichevole                                                                 | -1                                                                         |                                                                            |
| 20-11-1963                                                                 | Londra                                                                     | Inghilterra                                                                | 8 – 3                                                                      | Irlanda del Nord                                                           | Torneo Interbritannico 1963-1964                                           | -3                                                                         |                                                                            |
| 11-4-1964                                                                  | Glasgow                                                                    | Scozia                                                                     | 1 – 0                                                                      | Inghilterra                                                                | Torneo Interbritannico 1963-1964                                           | -1                                                                         |                                                                            |
| 6-5-1964                                                                   | Londra                                                                     | Inghilterra                                                                | 2 – 1                                                                      | Uruguay                                                                    | Amichevole                                                                 | -1                                                                         |                                                                            |
| 17-5-1964                                                                  | Oeiras                                                                     | Portogallo                                                                 | 3 – 4                                                                      | Inghilterra                                                                | Amichevole                                                                 | -3                                                                         |                                                                            |
| 27-5-1964                                                                  | New York                                                                   | Stati Uniti                                                                | 0 – 10                                                                     | Inghilterra                                                                | Amichevole                                                                 | -                                                                          |                                                                            |
| 4-6-1964                                                                   | San Paolo                                                                  | Inghilterra                                                                | 1 – 1                                                                      | Portogallo                                                                 | Taça das Nações                                                            | -1                                                                         |                                                                            |
| 6-6-1964                                                                   | Rio de Janeiro                                                             | Argentina                                                                  | 1 – 0                                                                      | Inghilterra                                                                | Amichevole                                                                 | -1                                                                         |                                                                            |
| 3-10-1964                                                                  | Belfast                                                                    | Irlanda del Nord                                                           | 3 – 4                                                                      | Inghilterra                                                                | Torneo Interbritannico 1964-1965                                           | -3                                                                         |                                                                            |
| 10-4-1965                                                                  | Londra                                                                     | Inghilterra                                                                | 2 – 2                                                                      | Scozia                                                                     | Torneo Interbritannico 1964-1965                                           | -2                                                                         |                                                                            |
| 5-5-1965                                                                   | Londra                                                                     | Inghilterra                                                                | 1 – 0                                                                      | Ungheria                                                                   | Amichevole                                                                 | -                                                                          |                                                                            |
| 9-5-1965                                                                   | Zagabria                                                                   | Jugoslavia                                                                 | 1 – 1                                                                      | Inghilterra                                                                | Amichevole                                                                 | -1                                                                         |                                                                            |
| 12-5-1965                                                                  | Norimberga                                                                 | Germania Ovest                                                             | 0 – 1                                                                      | Inghilterra                                                                | Amichevole                                                                 | -                                                                          |                                                                            |
| 16-5-1965                                                                  | Stoccolma                                                                  | Svezia                                                                     | 1 – 2                                                                      | Inghilterra                                                                | Amichevole                                                                 | -1                                                                         |                                                                            |
| 10-11-1965                                                                 | Londra                                                                     | Inghilterra                                                                | 2 – 1                                                                      | Irlanda del Nord                                                           | Torneo Interbritannico 1965-1966                                           | -1                                                                         |                                                                            |
| 8-12-1965                                                                  | Madrid                                                                     | Spagna                                                                     | 0 – 2                                                                      | Inghilterra                                                                | Amichevole                                                                 | -                                                                          |                                                                            |
| 5-1-1966                                                                   | Cracovia                                                                   | Polonia                                                                    | 1 – 1                                                                      | Inghilterra                                                                | Amichevole                                                                 | -1                                                                         |                                                                            |
| 23-2-1966                                                                  | Manchester                                                                 | Inghilterra                                                                | 1 – 0                                                                      | Germania Ovest                                                             | Amichevole                                                                 | -                                                                          |                                                                            |
| 2-4-1966                                                                   | Glasgow                                                                    | Scozia                                                                     | 3 – 4                                                                      | Inghilterra                                                                | Amichevole                                                                 | -3                                                                         |                                                                            |
| 4-5-1966                                                                   | Belgrado                                                                   | Jugoslavia                                                                 | 0 – 2                                                                      | Inghilterra                                                                | Amichevole                                                                 | -                                                                          |                                                                            |
| 26-6-1966                                                                  | Helsinki                                                                   | Finlandia                                                                  | 0 – 3                                                                      | Inghilterra                                                                | Amichevole                                                                 | -                                                                          |                                                                            |
| 5-7-1966                                                                   | Varsavia                                                                   | Polonia                                                                    | 0 – 1                                                                      | Inghilterra                                                                | Amichevole                                                                 | -                                                                          |                                                                            |
| 11-7-1966                                                                  | Londra                                                                     | Inghilterra                                                                | 0 – 0                                                                      | Uruguay                                                                    | Mondiali 1966 - 1º turno                                                   | -                                                                          |                                                                            |
| 16-7-1966                                                                  | Londra                                                                     | Inghilterra                                                                | 2 – 0                                                                      | Messico                                                                    | Mondiali 1966 - 1º turno                                                   | -                                                                          |                                                                            |
| 20-7-1966                                                                  | Londra                                                                     | Inghilterra                                                                | 2 – 0                                                                      | Francia                                                                    | Mondiali 1966 - 1º turno                                                   | -                                                                          |                                                                            |
| 23-7-1966                                                                  | Londra                                                                     | Inghilterra                                                                | 1 – 0                                                                      | Argentina                                                                  | Mondiali 1966 - Quarti di finale                                           | -                                                                          |                                                                            |
| 26-7-1966                                                                  | Londra                                                                     | Inghilterra                                                                | 2 – 1                                                                      | Portogallo                                                                 | Mondiali 1966 - Semifinale                                                 | -1                                                                         |                                                                            |
| 30-7-1966                                                                  | Londra                                                                     | Inghilterra                                                                | 4 – 2 dts                                                                  | Germania Ovest                                                             | Mondiali 1966 - Finale                                                     | -2                                                                         | [ 14 ]                                                                     |
| 22-10-1966                                                                 | Belfast                                                                    | Irlanda del Nord                                                           | 0 – 2                                                                      | Inghilterra                                                                | Qual. Euro 1968                                                            | -                                                                          |                                                                            |
| 2-11-1966                                                                  | Praga                                                                      | Cecoslovacchia                                                             | 0 – 0                                                                      | Inghilterra                                                                | Amichevole                                                                 | -                                                                          |                                                                            |
| 16-11-1966                                                                 | Londra                                                                     | Inghilterra                                                                | 2 – 1                                                                      | Galles                                                                     | Qual. Euro 1968                                                            | -1                                                                         |                                                                            |
| 15-4-1967                                                                  | Londra                                                                     | Inghilterra                                                                | 2 – 3                                                                      | Scozia                                                                     | Qual. Euro 1968                                                            | -3                                                                         |                                                                            |
| 21-10-1967                                                                 | Cardiff                                                                    | Galles                                                                     | 0 – 3                                                                      | Inghilterra                                                                | Qual. Euro 1968                                                            | -                                                                          |                                                                            |
| 22-11-1967                                                                 | Londra                                                                     | Inghilterra                                                                | 2 – 0                                                                      | Irlanda del Nord                                                           | Qual. Euro 1968                                                            | -                                                                          |                                                                            |
| 6-12-1967                                                                  | Londra                                                                     | Inghilterra                                                                | 2 – 2                                                                      | Unione Sovietica                                                           | Amichevole                                                                 | -2                                                                         |                                                                            |
| 24-2-1968                                                                  | Glasgow                                                                    | Scozia                                                                     | 1 – 1                                                                      | Inghilterra                                                                | Qual. Euro 1968                                                            | -1                                                                         |                                                                            |
| 3-4-1968                                                                   | Londra                                                                     | Inghilterra                                                                | 1 – 0                                                                      | Spagna                                                                     | Qual. Euro 1968                                                            | -                                                                          |                                                                            |
| 1-6-1968                                                                   | Kaiserslautern                                                             | Germania Ovest                                                             | 1 – 0                                                                      | Inghilterra                                                                | Amichevole                                                                 | -1                                                                         |                                                                            |
| 5-6-1968                                                                   | Firenze                                                                    | Jugoslavia                                                                 | 1 – 0                                                                      | Inghilterra                                                                | Euro 1968 - Semifinale                                                     | -1                                                                         |                                                                            |
| 8-6-1968                                                                   | Roma                                                                       | Inghilterra                                                                | 2 – 0                                                                      | Unione Sovietica                                                           | Euro 1968 - Finale 3º posto                                                | -                                                                          |                                                                            |
| 6-11-1968                                                                  | Bucarest                                                                   | Romania                                                                    | 0 – 0                                                                      | Inghilterra                                                                | Amichevole                                                                 | -                                                                          |                                                                            |
| 15-1-1969                                                                  | Londra                                                                     | Inghilterra                                                                | 1 – 1                                                                      | Romania                                                                    | Amichevole                                                                 | -1                                                                         |                                                                            |
| 12-3-1969                                                                  | Londra                                                                     | Inghilterra                                                                | 5 – 0                                                                      | Francia                                                                    | Amichevole                                                                 | -                                                                          |                                                                            |
| 3-5-1969                                                                   | Belfast                                                                    | Irlanda del Nord                                                           | 1 – 3                                                                      | Inghilterra                                                                | Torneo Interbritannico 1969                                                | -1                                                                         |                                                                            |
| 10-5-1969                                                                  | Londra                                                                     | Inghilterra                                                                | 4 – 1                                                                      | Scozia                                                                     | Torneo Interbritannico 1969                                                | -1                                                                         |                                                                            |
| 8-6-1969                                                                   | Montevideo                                                                 | Uruguay                                                                    | 1 – 2                                                                      | Inghilterra                                                                | Amichevole                                                                 | -1                                                                         |                                                                            |
| 12-6-1969                                                                  | San Paolo                                                                  | Brasile                                                                    | 2 – 1                                                                      | Inghilterra                                                                | Amichevole                                                                 | -2                                                                         |                                                                            |
| 14-1-1970                                                                  | Londra                                                                     | Inghilterra                                                                | 0 – 0                                                                      | Paesi Bassi                                                                | Amichevole                                                                 | -                                                                          |                                                                            |
| 25-2-1970                                                                  | Bruxelles                                                                  | Belgio                                                                     | 1 – 3                                                                      | Inghilterra                                                                | Amichevole                                                                 | -1                                                                         |                                                                            |
| 18-4-1970                                                                  | Cardiff                                                                    | Galles                                                                     | 1 – 1                                                                      | Inghilterra                                                                | Torneo Interbritannico 1970                                                | -1                                                                         |                                                                            |
| 21-4-1970                                                                  | Londra                                                                     | Inghilterra                                                                | 3 – 1                                                                      | Irlanda del Nord                                                           | Torneo Interbritannico 1970                                                | -1                                                                         |                                                                            |
| 25-4-1970                                                                  | Glasgow                                                                    | Scozia                                                                     | 0 – 0                                                                      | Inghilterra                                                                | Torneo Interbritannico 1970                                                | -                                                                          |                                                                            |
| 20-5-1970                                                                  | Bogotà                                                                     | Colombia                                                                   | 0 – 4                                                                      | Inghilterra                                                                | Amichevole                                                                 | -                                                                          |                                                                            |
| 24-5-1970                                                                  | Quito                                                                      | Ecuador                                                                    | 0 – 2                                                                      | Inghilterra                                                                | Amichevole                                                                 | -                                                                          |                                                                            |
| 2-6-1970                                                                   | Guadalajara                                                                | Inghilterra                                                                | 1 – 0                                                                      | Romania                                                                    | Mondiali 1970 - 1º turno                                                   | -                                                                          |                                                                            |
| 7-6-1970                                                                   | Guadalajara                                                                | Brasile                                                                    | 1 – 0                                                                      | Inghilterra                                                                | Mondiali 1970 - 1º turno                                                   | -1                                                                         |                                                                            |
| 11-6-1970                                                                  | Guadalajara                                                                | Inghilterra                                                                | 1 – 0                                                                      | Cecoslovacchia                                                             | Mondiali 1970 - 1º turno                                                   | -                                                                          |                                                                            |
| 3-2-1971                                                                   | Gżira                                                                      | Malta                                                                      | 0 – 1                                                                      | Inghilterra                                                                | Qual. Euro 1972                                                            | -                                                                          |                                                                            |
| 21-4-1971                                                                  | Londra                                                                     | Inghilterra                                                                | 3 – 0                                                                      | Grecia                                                                     | Qual. Euro 1972                                                            | -                                                                          |                                                                            |
| 12-5-1971                                                                  | Manchester                                                                 | Inghilterra                                                                | 5 – 0                                                                      | Malta                                                                      | Qual. Euro 1972                                                            | -                                                                          |                                                                            |
| 15-5-1971                                                                  | Belfast                                                                    | Irlanda del Nord                                                           | 0 – 1                                                                      | Inghilterra                                                                | Torneo Interbritannico 1971                                                | -                                                                          |                                                                            |
| 22-5-1971                                                                  | Londra                                                                     | Inghilterra                                                                | 3 – 1                                                                      | Scozia                                                                     | Torneo Interbritannico 1971                                                | -1                                                                         |                                                                            |
| 13-10-1971                                                                 | Zurigo                                                                     | Svizzera                                                                   | 3 – 2                                                                      | Inghilterra                                                                | Qual. Euro 1972                                                            | -3                                                                         |                                                                            |
| 1-12-1971                                                                  | Atene                                                                      | Grecia                                                                     | 0 – 2                                                                      | Inghilterra                                                                | Qual. Euro 1972                                                            | -                                                                          |                                                                            |
| 29-4-1972                                                                  | Londra                                                                     | Inghilterra                                                                | 1 – 3                                                                      | Germania Ovest                                                             | Qual. Euro 1972                                                            | -3                                                                         |                                                                            |
| 13-5-1972                                                                  | Dortmund                                                                   | Germania Ovest                                                             | 0 – 0                                                                      | Inghilterra                                                                | Qual. Euro 1972                                                            | -                                                                          |                                                                            |
| 20-5-1972                                                                  | Cardiff                                                                    | Galles                                                                     | 0 – 3                                                                      | Inghilterra                                                                | Torneo Interbritannico 1972                                                | -                                                                          |                                                                            |
| 27-5-1972                                                                  | Glasgow                                                                    | Scozia                                                                     | 0 – 1                                                                      | Inghilterra                                                                | Torneo Interbritannico 1972                                                | -                                                                          |                                                                            |
| Totale                                                                     |                                                                            | Presenze                                                                   | 73                                                                         |                                                                            | Reti                                                                       | -59                                                                        |                                                                            |

## Palmarès

### Club
- Coppa di Lega inglese: 2

Leicester City: 1963-1964
Stoke City: 1971-1972

### Nazionale
- Campionato mondiale: 1

Inghilterra 1966

### Individuale
- Giocatore dell'anno della FWA: 1

1972
- Candidato al Dream Team del Pallone d'oro (2020)

## Riconoscimenti
- Libertà della città di Stoke-on-Trent 16 ottobre 2014[15]
- Libertà del Comune di Newcastle-under-Lyme 23 febbraio 2018[16]